# Uperodon
Uperodon é um gênero de anfíbios da família Microhylidae.
As seguintes espécies são reconhecidas:
- Uperodon globulosus (Günther, 1864)
- Uperodon systoma (Schneider, 1799)